# هاراسبددا
هاراسبددا (به لاتین: Harasbedda) یک منطقهٔ مسکونی در سری‌لانکا است که در استان مرکزی (سری‌لانکا) واقع شده‌است.